# Sebastian Chorzewski
Sebastian Chorzewski, ps. Jastrząb, Seret, Jastrzębiec (ur. 27 lipca 1894 w Szerominie, zm. 17 września 1940 w Palmirach) – lekarz, działacz niepodległościowy.

## Życiorys
Syn Władysława i Bronisławy z Szelągowskich. Uczestnik I wojny światowej w szeregach rosyjskiej armii. Walczył podczas wojny polsko-bolszewickiej oraz w II powstaniu śląskim. Lekarz Miejskiego Instytutu Higieny w Warszawie. Sekretarz Zarządu Okręgu Związku Powstańców Śląskich w Warszawie. Twórca organizacji Związek Powstańców Niepodległościowych. Podczas II wojny światowej redaktor naczelny konspiracyjnego pisma „Monitor Informacyjny ZPN”. Komendant główny Związku Polski Niepodległej. Aresztowany przez Niemców 3 lipca 1940 i osadzony na Pawiaku. Rozstrzelany podczas zbiorowej egzekucji w Palmirach dnia 17 września 1940.

## Ordery i odznaczenia
- Srebrny Krzyż Zasługi (30 kwietnia 1937)[1]